# メチシリン耐性黄色ブドウ球菌

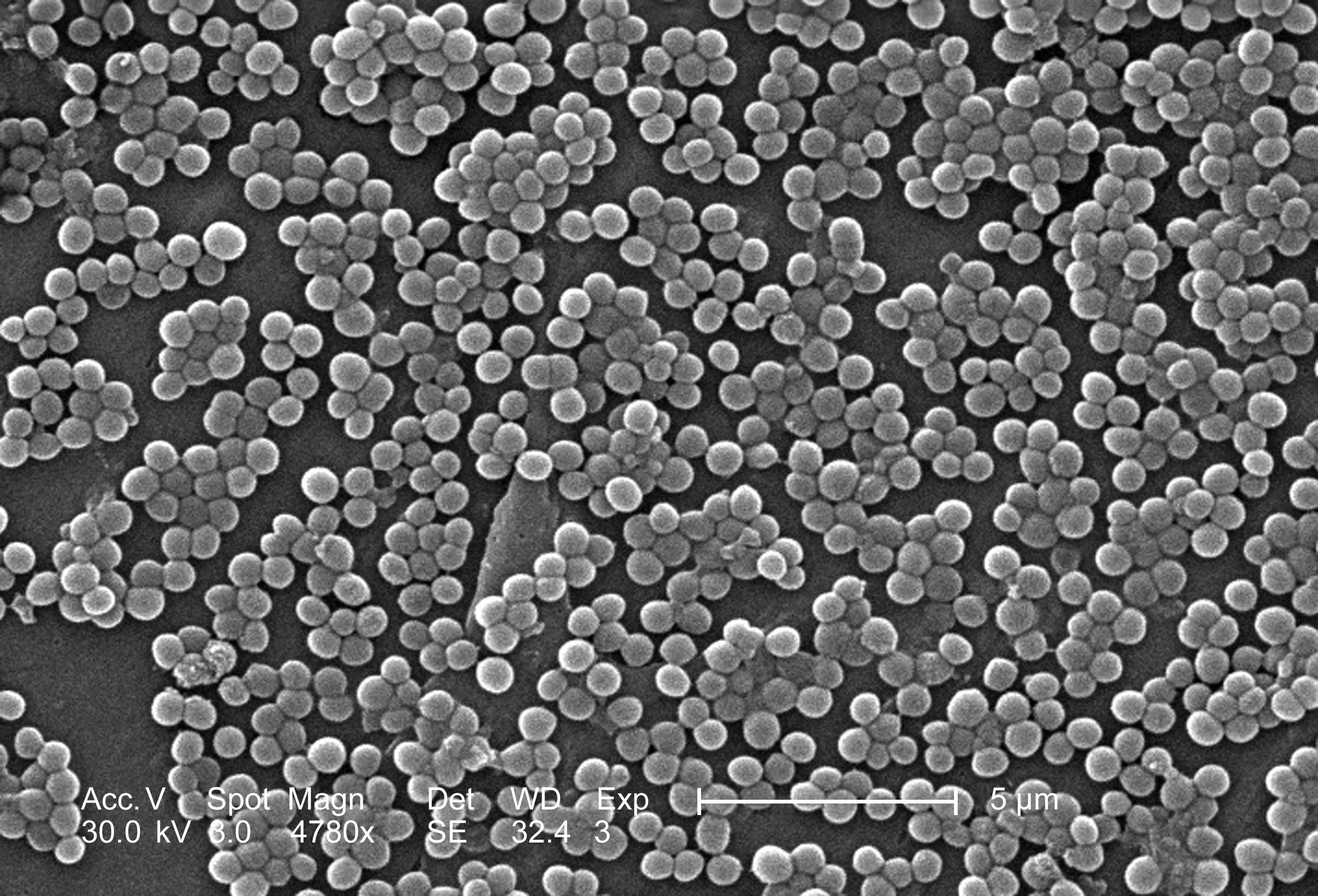
MRSAの走査型電子顕微鏡写真

メチシリン耐性黄色ブドウ球菌（メチシリンたいせいおうしょくブドウきゅうきん、英語: methicillin-resistant Staphylococcus aureus、MRSA）とは、抗生物質メチシリンに対する薬剤耐性を獲得した黄色ブドウ球菌の意味であるが、実際は多くの抗菌薬に耐性を示す多剤耐性菌である。
なお生物種としては、あくまで黄色ブドウ球菌であるので、生物学的な詳細は同記事を参照のこと。

## 臨床像
MRSA は黄色ブドウ球菌が耐性化した病原菌であり、黄色ブドウ球菌と同様に常在菌のひとつで、ヒトの鼻腔・咽頭・皮膚から検出される。
そもそも薬剤耐性菌であるため、抗菌薬の使用が多い病院で見られ（耐性菌は抗菌薬の乱用により出現する）、入院中の患者に発症する院内感染の起炎菌としてとらえられている。しかし病原性は黄色ブドウ球菌と同等で、健常者にも皮膚・軟部組織感染症を起こしうる。
病院外での発症が最初に確認されたのは、1960年代にさかのぼるが、近年では健康な人のごく一般的な感染症の起炎菌として見つかることもあり、本菌が病院から街中へと広がっていることが示唆されている。community-acquired MRSA (CA-MRSA) は、1999年にアメリカ合衆国で死亡例がみられてからは、外来診療でも留意すべき菌種のひとつとなった。CA-MRSAは、院内感染でのMRSAとは異なり、ミノサイクリンやST合剤、クリンダマイシンが有効であることが多い。

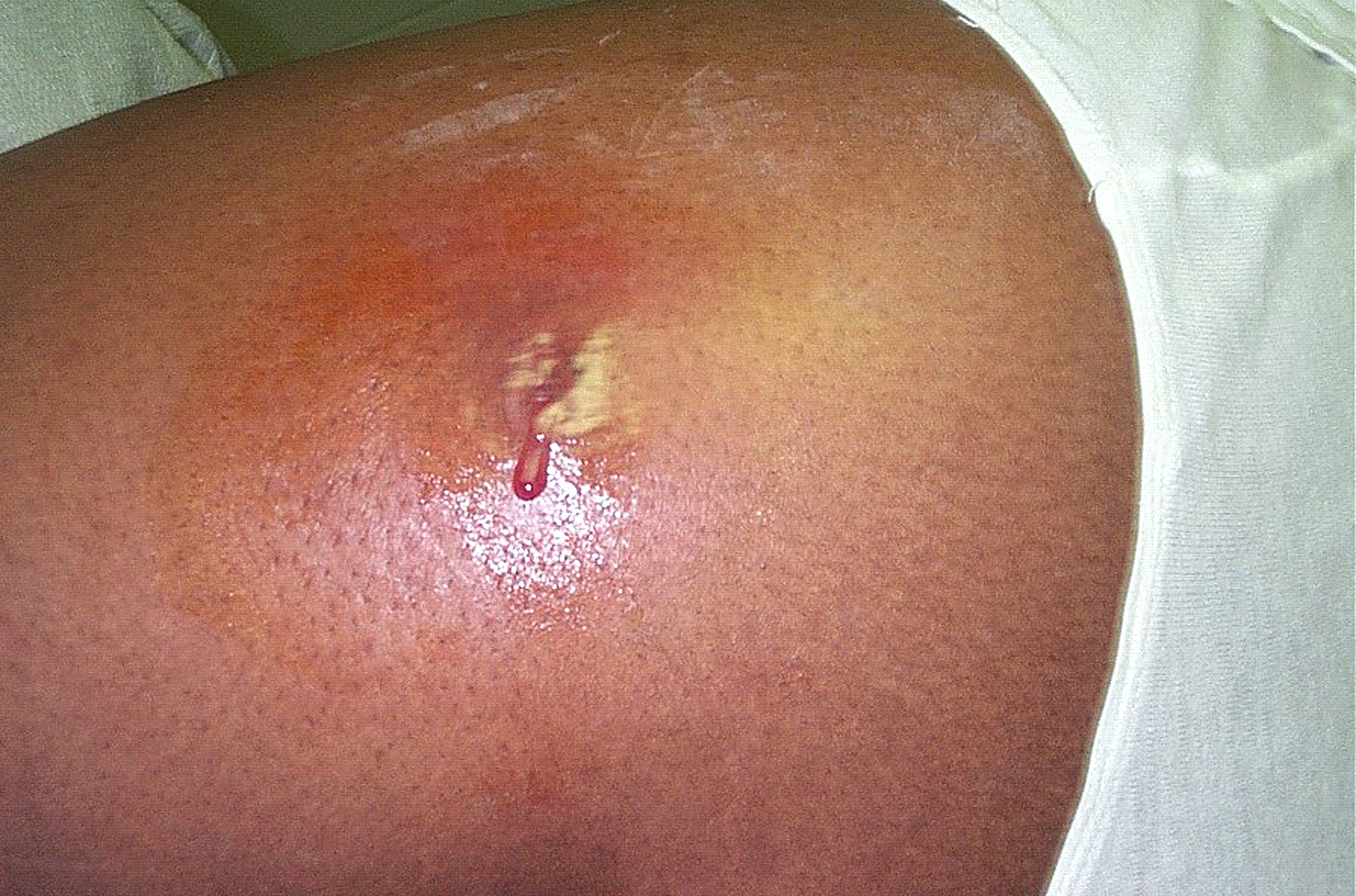
MRSAによる膿瘍

本菌が免疫力が低下した患者に感染すると、通常では本菌が起こすことはないような日和見感染を起こす。一旦発症するとほとんどの抗生物質が効かないため、治療は困難である。特に、術後の創部感染、骨感染（骨髄炎・関節炎）、感染性心内膜炎（IE）、臓器膿瘍は難治性化し、適切な治療を受けられないと、後遺症や死亡を引き起こしてしまう。

## 不活化
不活化のために、80vol%消毒用アルコールが有効である（エタノールでの滅菌は、芽胞を持たない細菌に有効）。
院内で感染者が判明した場合、感染者の治療も重要であるが、感染を広げないことも重要であり、標準予防策に基づく感染管理が必要となる。MRSA の場合、接触感染予防策が重要である。

## 抗菌薬
代表的なMRSAに対する抗菌薬は以下の通りである。
- バンコマイシン（VCM）
- テイコプラニン（TEIC）
- アルベカシン（ABK）
- リネゾリド（LZD）
- ダプトマイシン（DAP）
- デジゾリドリン酸エステル（英語版）（JAN）[1]

菌種（クローン）によっては、ミノサイクリンやレボフロキサシン、クリンダマイシン、ST合剤（スルファメトキサゾールおよびトリメトプリムの合剤）などが、有効か中等度有効であることがある。また、各地域や、個々の医療施設によってもMRSAの性質は異なることがあるため、適切な抗生剤の使用に当たっては、これらローカルファクターも重要な要素である。なお、MRSAに対してST合剤とリファンピシンの併用は、リネゾリドと同等の効果がみられるとの報告もある。また、国内では適応がとれていないが、欧米ではキヌプリスチン・ダルホプリスチン（商品名シナシッド）も有効であることが証明され、使用が認可されている。
バンコマイシンは耐性菌の出現が少ない抗菌薬として MRSA の治療に汎用されていた。1996年のバンコマイシン低度耐性黄色ブドウ球菌（VISA）やバンコマイシンヘテロ耐性黄色ブドウ球菌（ヘテロVISA）の発見を始め、2005年現在、バンコマイシン耐性腸球菌（VRE）のバンコマイシン耐性遺伝子（vanA）を獲得したバンコマイシン耐性黄色ブドウ球菌（VRSA）の出現が報告されていることから、その使用には十分な注意が必要とされている。さらに、β-ラクタム系抗生物質との併用によってバンコマイシン耐性が発現する MRSA も出現している。これはbeta-lactam antibiotic induced vancomycin-resistant MRSA（BIVR）と呼ばれており、併用には注意が必要である。

## 耐性機構
ペニシリン系抗生物質をはじめとするβ-ラクタム系抗生物質は、細菌の細胞壁を構成するペプチドグリカンの合成を阻害することで作用する。これに対して、従来のペニシリン耐性ブドウ球菌はペニシリン分解酵素を産生することで薬剤耐性を獲得した。そこでこれらの細菌に対しても有効な、ペニシリン分解酵素によって分解されない薬剤が開発された。これがメチシリンであり、ペニシリン耐性菌の治療に効力を発揮した。
しかしながら MRSA は、従来のペニシリン耐性菌とは別の戦略を採ることでメチシリン耐性の獲得に成功した。MRSA は従来のブドウ球菌とは異なり、β-ラクタム剤が結合できないペプチドグリカン合成酵素（PBP2'）を作ることでβ-ラクタム剤の作用を回避する。この PBP2' というタンパク質はmecAという遺伝子にコードされているが、この遺伝子はDNAカセット染色体と呼ばれる部分に、他の薬剤耐性遺伝子とともに集まっており、ある菌から他の菌へ種を超えて伝達されることが解明された。
一般に薬剤耐性を獲得した細菌は、薬剤感受性の細菌に比べて増殖が遅い傾向があり、MRSAもペニシリン感受性の黄色ブドウ球菌に比べると増殖が遅い。

## MRSA の分類
- 院内感染型 MRSA(hospital-associated MRSA:HA-MRSA):入院歴やカテーテルの使用，透析などの医療行為に関わる患者に多くみられる。

- 市中感染型 MRSA(community-associated MRSA:CA-MRSA): 小児や若年健常者の皮膚感染などにみられる。学校での流行や健常人の感染などでも注意。